# Magnac-sur-Touvre
Magnac-sur-Touvre là một xã thuộc tỉnh Charente trong vùng Nouvelle-Aquitaine tây nam nước Pháp. Xã này có độ cao trung bình 42 mét trên mực nước biển.